# Kim Fields
Kim Fields (Nueva York, 12 de mayo de 1969) es una actriz, productora, directora y guionista estadounidense.
Es conocida por trabajar en la serie de televisión The Facts of Life haciendo el papel de Dorothy 'Tootie' Ramsey de 1979 a 1988.

## Vida
Estudió en la Universidad Pepperdine. El 18 de agosto de 2015, se anunció que se uniría al reparto del reality de la cadena Bravo The Real Housewives of Atlanta en la 8.ª temporada.
El 8 de marzo de 2016, Fields fue anunciada como una de las celebridades que competirían en la 22.ª temporada de Dancing with the Stars, donde tuvo por compañero al bailarín profesional Sasha Farber.
Estuvo casada con Johnathon Franklin Freeman (1995-2001), a partir de 2007 está casada con Christopher Morgan, con  quien tiene un hijo: Sebastián Morgan Alexander.

## Filmografía
| Cine y televisión | Cine y televisión                    | Cine y televisión       | Cine y televisión                              |
| Año               | Título                               | Rol                     | Notas                                          |
| ----------------- | ------------------------------------ | ----------------------- | ---------------------------------------------- |
| 1977              | Have I Got a Christmas for You       | Sharon Hayes            | película de tv                                 |
| 1978              | Baby, I'm Back                       | Angie Ellis             | 13 episodios                                   |
| 1978–1979         | Good Times                           | Kim                     | 2 episodios                                    |
| 1979–1981         | Diff'rent Strokes                    | Dorothy 'Tootie' Ramsey | 5 episodios                                    |
| 1979              | Mork & Mindy                         | Patti                   | Episodio: "Mork's Health Hints"                |
| 1979              | Roots: The Next Generations          | Lydia Haley             | episodio 6                                     |
| 1979–1988         | The Facts of Life                    | Dorothy 'Tootie' Ramsey | 202 episodios                                  |
| 1980              | Children of Divorce                  | Denise Williams         | película de tv                                 |
| 1980              | The Comeback Kid                     | Molly                   | Telefilm                                       |
| 1982              | The Facts of Life Goes to Paris      | Dorothy 'Tootie' Ramsey | Telefilm                                       |
| 1982              | The Kid with the Broken Halo         | Teri Desautel           | Telefilm                                       |
| 1984              | Pryor's Place                        | Rita                    | Episodio: "Cousin Rita "                       |
| 1985              | Family Feud                          | Ella misma              | Semana especial de celebridades adolescentes   |
| 1987              | The Facts of Life Down Under         | Dorothy 'Tootie' Ramsey | Telefilm                                       |
| 1988              | 227                                  | Donna Dalton            | Episodio: "The Roommate"                       |
| 1992              | Martin                               | Monica Hurd             | Episodio: "Radio Days"                         |
| 1992              | The Golden Palace                    | Trisha                  | Episodio: "Can't Stand Losing You"             |
| 1993–1998         | Living Single                        | Regine Hunter           | 118 episodios                                  |
| 1993              | Roc                                  | Ruth                    | Episodio: "Second Time Around"                 |
| 1993              | The Fresh Prince of Bel-Air          | Monique                 | Episodio: "The Best Laid Plans"                |
| 1995              | The Crew                             | Regine Hunter           | Episodio: "The Mating Season"                  |
| 1996              | C Bear and Jamal                     | Maya                    | Voz                                            |
| 1997/1999         | Kenan & Kel                          | Miss Horn               | 2 episodios                                    |
| 1998              | Cupid                                | Theresa                 | Episodio: "Hung Jury"                          |
| 1999              | Uninvited Guest                      | Mecca                   |                                                |
| 2000              | Glow                                 | Miss Downey             |                                                |
| 2000              | Hidden Blessings                     | Carrie McNichols        | película de tv                                 |
| 2000              | Strong Medicine                      | Lottie                  | Episodio: "Side Effects"                       |
| 2001              | Me & Mrs. Jones                      | Desiree                 |                                                |
| 2001              | The Drew Carey Show                  | Kate's Double           | Episodio: "What's Wrong with This Episodio IV" |
| 2001              | The Facts of Life Reunion            | Dorothy 'Tootie' Ramsey | Telefilm                                       |
| 2001              | The Steve Harvey Show                | Corrine                 | Episodio: "Dissin' Cousins"                    |
| 2003              | Miss Match                           | LA Weekly Reporter      | Episodio: "Matchmaker, Matchmaker"             |
| 2004              | One on One                           | Ms. Swain               | 2 episodios                                    |
| 2004              | The Division                         | Principal Ogden         | Episodio: "Zero Tolerance" (2 partes)          |
| 2005              | The Comeback                         | Ella misma              | Episodio piloto                                |
| 2006              | Eve                                  | Rochelle                | Episodio: "Banishing Acts"                     |
| 2008              | The Cleaner                          | Carla Anders            | Episodio: "Lie with Me"                        |
| 2010              | Monster Mutt                         | Valerie Williams        | Semana especial de celebridades adolescentes   |
| 2012              | What to Expect When You're Expecting | Trabajadora social      |                                                |
| 2014              | For Better or For Worse              | Roseanne                | Telefilm                                       |
| 2015–2016         | The Real Housewives of Atlanta       | Ella misma              | 8ª temporada                                   |
| 2016              | Dancing with the Stars               | Ella misma              | 22ª temporada                                  |
| 2017              | A Question of Faith                  | Theresa Newman          |                                                |
| 2017              | Wrapped Up In Christmas              | Courtney Widmore        | Telefilm                                       |

### Dirección
| Año        | Título                       | Notas        |
| ---------- | ---------------------------- | ------------ |
| 1996, 1997 | Living Single                | 2 episodios  |
| 1996–2000  | Kenan & Kel                  | 27 episodios |
| 2009–2012  | Tyler Perry's House of Payne | 8 episodios  |
| 2011       | Let's Stay Together          | 3 episodios  |